# 马修·贝尔彻
马修·贝尔彻（英語：Mathew Belcher，1982年9月20日—），澳大利亚男子帆船运动员。他曾代表澳大利亚参加2012年、2016年和2020年夏季奥林匹克运动会帆船比赛，获得二枚金牌和一枚银牌，均来自男子470级项目。